# (7086) Bopp
(7086) Bopp est un astéroïde de la ceinture principale appartenant au groupe de Hungaria, également aréocroiseur, découvert le 5 octobre 1991 par C. S. Shoemaker et E. M. Shoemaker au Mont Palomar.
Il a été nommé en honneur de Tom Bopp, découvreur de la comète Hale-Bopp (C/1995 O1).